# Gran Premio de Finlandia de Motociclismo de 1974
El Gran Premio de Finlandia de Motociclismo de 1974 fue la novena prueba de la temporada de 1974 del Campeonato Mundial de Motociclismo. El Gran Premio se disputó el 28 de julio de 1974 en el Circuito de Imatra.

## Resultados 500cc
En la categoría reina, la ausencia de Giacomo Agostini, por la lesión que sufrió en el Gran Premio de Suecia, dio una oportunidad clara a Phil Read para ampliar su ventaja en la clasificación general. Además, Teuvo Länsivuori aún se encontraba aturdido después de su caída en la carrera de 350 cc, pero aún estaba presente al inicio de la carrera de 500 cc. Pero su estado no le permitió mantenerse por delante ante la presión de las dos MV Agusta de Read y Gianfranco Bonera. Aunque Phil Read se fue inmediatamente al inicio de la carrera, Länsivuori logró ocupar el segundo lugar durante mucho tiempo. Pero Bonera lo siguió una corta distancia hasta adelantarlo en la sexta vuelta. Bonera y Read comenzaron una especie de pelea simulada, pero la órdenes de equipo eran que Read tenía que ganar con lo que se aseguró ya matemáticamente el título mundial.
| Pos.    | Piloto             | Equipo        | Tiempo     | Pts. |
| ------- | ------------------ | ------------- | ---------- | ---- |
| 1       | Phil Read          | MV Agusta     | 46' 45" 0  | 15   |
| 2       | Gianfranco Bonera  | MV Agusta     | +0" 2      | 12   |
| 3       | Teuvo Länsivuori   | Yamaha        | +1" 9      | 10   |
| 4       | Jack Findlay       | Suzuki        | +1' 17" 3  | 8    |
| 5       | Pentti Korhonen    | Yamaha        | +1' 44" 5  | 6    |
| 6       | John Williams      | Yamaha        | +1' 54" 4  | 5    |
| 7       | Christian Léon     | Kawasaki      | +2' 10" 9  | 4    |
| 8       | Werner Giger       | Yamaha        | +2' 12" 1  | 3    |
| 9       | Philippe Coulon    | Yamaha        | +2' 12" 3  | 2    |
| 10      | Karl Auer          | Yamaha        | +1 Vuelta  | 1    |
| 11      | Tom Herron         | Yamaha        | +1 Vuelta  |      |
| 12      | Bo Granath         | Husqvarna     | +1 Vuelta  |      |
| 13      | Johnny Bengtsson   | Yamaha        | +2 Vueltas |      |
| 14      | Neil Tuxworth      | Yamaha        | +2 Vueltas |      |
| 15      | Pentti Lehtelä     | Kawasaki      | +2 Vueltas |      |
| 16      | Hannu Kuparinen    | Kawasaki      | +2 Vueltas |      |
| 17      | Derek Lee          | Suzuki        | +2 Vueltas |      |
| 18      | Tapani Peltonen    | Kawasaki      | +2 Vueltas |      |
| Ret     | Harry Nieminen     | Yamaha        | Ret        |      |
| Ret     | Richard Jones      | Suzuki        | Ret        |      |
| Ret     | Billie Nelson      | Yamaha        | Ret        |      |
| Ret     | Charlie Williams   | Maxton-Yamaha | Ret        |      |
| Ret     | Matti Salonen      | Yamaha        | Ret        |      |
| Ret     | René Guili         | Yamaha        | Ret        |      |
| Ret     | François Hollebecq | Yamaha        | Ret        |      |
| Ret     | Louis With         | Kawasaki      | Ret        |      |
| Ret     | Alex George        | Yamaha        | Ret        |      |
| Ret     | Kurt-Ivan Carlsson | Yamaha        | Ret        |      |
| Ret     | Paul Eickelberg    | König         | Ret        |      |
| Ret     | Guido Mandracci    | Suzuki        | Ret        |      |
| Ret     | Víctor Palomo      | Yamaha        | Ret        |      |
| Ret     | Hans Mühlebach     | Yamaha        | Ret        |      |
| Ret     | Seppo Kangasniemi  | Yamaha        | Ret        |      |
| Ret     | René Guili         | Yamaha        | Ret        |      |
| Fuente: |                    |               |            |      |

## Resultados 350cc
El inicio de la carrera de 350 cc tuvo que posponerse porque Pentti Korhonen descubrió que un resorte de suspensión había roto su tubo de escape. Eso provocó la protesta de los holandeses porque la carrera de 50cc se inició mientras que Henk van Kessel todavía tenía que ponerse los guantes.  Poco después del inicio de la carrera, el motor de Mick Grant se caló, causando un gran accidente, que implicó también la caída de Teuvo Länsivuori y se lo tuvieron que llevar inconsciente en una ambulancia. Patrick Pons estuvo a la cabeza durante tres vueltas, pero también cayó. Como resultado, John Dodds tomó la delantera en la carrera, llevándose la victoria. Bruno Kneubühler y Dieter Braun tuvieron un mal comienzo, pero lucharon para convertirse en segundo y tercero..
| Pos. | Piloto             | Equipo          | Tiempo    | Pts. |
| ---- | ------------------ | --------------- | --------- | ---- |
| 1    | John Dodds         | Yamaha          | 49' 44" 8 | 15   |
| 2    | Bruno Kneubühler   | Yamaha          | +23" 7    | 12   |
| 3    | Dieter Braun       | Yamaha          | +28" 4    | 10   |
| 4    | Kjell Solberg      | Yamaha          | +32" 5    | 8    |
| 5    | Tapio Virtanen     | Yamaha          | +33" 2    | 6    |
| 6    | Werner Giger       | Yamaha          | +46" 2    | 5    |
| 7    | Karl Auer          | Yamaha          |           | 4    |
| 8    | Michel Rougerie    | Harley-Davidson |           | 3    |
| 9    | John Williams      | Yamaha          |           | 2    |
| 10   | Patrick Pons       | Yamaha          |           | 1    |
| 11   | Kurt-Ivan Carlsson | Yamaha          |           |      |
| 12   | René Guili         | Yamaha          |           |      |
| 13   | Ulrich Graf        | Yamaha          | +1 Vuelta |      |
| 14   | Ingemar Larsson    | Yamaha          | +1 Vuelta |      |
| 15   | Bill Henderson     | Yamaha          | +1 Vuelta |      |
| 16   | Leif Johansson     | Yamaha          | +1 Vuelta |      |
| Ret  | Kari Lahtinen      | Yamaha          | Ret       |      |
| Ret  | Pentti Korhonen    | Yamaha          | Ret       |      |
| Ret  | Boet van Dulmen    | MZ              | Ret       |      |
| Ret  | Matti Kinnunen     | Yamaha          | Ret       |      |
| Ret  | Pekka Nurmi        | Yamaha          | Ret       |      |
| Ret  | Alex George        | Yamaha          | Ret       |      |
| Ret  | Bo Granath         | Yamaha          | Ret       |      |
| Ret  | Billie Nelson      | Yamaha          | Ret       |      |
| Ret  | Walter Villa       | Harley-Davidson | Ret       |      |
| Ret  | Kent Andersson     | Yamaha          | Ret       |      |
| Ret  | Víctor Palomo      | Yamaha          | Ret       |      |
| Ret  | Chas Mortimer      | Yamaha          | Ret       |      |
| Ret  | Mick Grant         | Yamaha          | Ret       |      |
| Ret  | Teuvo Länsivuori   | Yamaha          | Ret       |      |
| DNS  | Olivier Chevallier | Yamaha          | DNS       |      |

## Resultados 250cc
En el cuarto de litro, Harley-Davidson de Michel Rougerie y Walter Villa tuvieron que discutirquién tenía que ganar. Finalmente fue el gerente del equipo Gilberto Milani quien ordenó que Villa debía ser el primero. Takazumi Katayama pudo seguirles la estela por un tiempo, pero tuvo que tomar demasiados riesgos y cayó. Dieter Braun tuvo un mal comienzo pero aún acabó tercero.
| Pos. | Piloto            | Equipo          | Tiempo    | Pts. |
| ---- | ----------------- | --------------- | --------- | ---- |
| 1    | Walter Villa      | Harley-Davidson | 47' 20" 1 | 15   |
| 2    | Michel Rougerie   | Harley-Davidson | +0" 3     | 12   |
| 3    | Dieter Braun      | Yamaha          | +38" 3    | 10   |
| 4    | Kent Andersson    | Yamaha          | +38" 5    | 8    |
| 5    | Takazumi Katayama | Yamaha          | +45" 2    | 6    |
| 6    | John Dodds        | Yamaha          | +45" 5    | 5    |
| 7    | Matti Salonen     | Yamaha          |           | 4    |
| 8    | Bruno Kneubühler  | Yamaha          |           | 3    |
| 9    | Tapio Virtanen    | Yamaha          |           | 2    |
| 10   | Leif Gustafsson   | Yamaha          |           | 1    |
| 11   | Charlie Williams  | Maxton-Yamaha   |           |      |
| 12   | Mick Grant        | Yamaha          |           |      |
| 13   | Eero Hyvärinen    | Yamaha          |           |      |
| 14   | Kjell Solberg     | Yamaha          |           |      |
| 15   | Harald Bartol     | Yamaha          |           |      |
| 16   | Jussi Rantamen    | Yamaha          |           |      |
| 17   | Hans Hallberg     | Yamaha          |           |      |
| 18   | Rolf Minhoff      | Maico           |           |      |
| 19   | Hans Mühlebach    | Yamaha          |           |      |
| 20   | Tom Herron        | Yamaha          |           |      |
| 21   | Ingemar Larsson   | Yamaha          |           |      |
| 22   | Auno Hakala       | Yamaha          |           |      |
| 23   | Stefan Dörflinger | Yamaha          |           |      |
| 24   | Harry Viiala      | Yamaha          | Ret       |      |
| Ret  | Chas Mortimer     | Yamaha          | Ret       |      |
| Ret  | Patrick Pons      | Yamaha          | Ret       |      |
| Ret  | Neil Tuxworth     | Yamaha          | Ret       |      |
| Ret  | Boet van Dulmen   | MZ              | Ret       |      |
| Ret  | Reino Eskelinen   | Yamaha          | Ret       |      |
| Ret  | Matti Mäkilä      | Yamaha          | Ret       |      |

## Resultados 50cc
Julien van Zeebroeck se impuso en la carrera de 50cc. El belga se colocó en cabeza, acompañado por Herbert Rittberger, Ulrich Graf y Hans-Jürgen Hummel. Henk van Kessel se retrasó por problemas mecánicos. Tuvo que cambiar una bujía justo antes del comienzo y para empeorar las cosas, Henk no se pudo ponerse los guantes mojados lo suficientemente rápido. Afortunadamente para él, la salida de su rival Gerhard Thurow también fue mala. Después de la primera vuelta, Van Kessel cayó y se quedó sin puntuar. Finalmente Rudolf Kunz llegó segundo y Ulrich Graf tercero.
| Pos. | Piloto               | Moto              | Tiempo    | Pts. |
| ---- | -------------------- | ----------------- | --------- | ---- |
| 1    | Julien van Zeebroeck | Van Veen-Kreidler | 31' 24" 5 | 15   |
| 2    | Rudolf Kunz          | Kreidler          | +1' 02" 8 | 12   |
| 3    | Ulrich Graf          | Kreidler          | +1' 10" 0 | 10   |
| 4    | Gerhard Thurow       | Kreidler          | +1' 18" 1 | 8    |
| 5    | Stefan Dörflinger    | Kreidler          | +1' 29" 8 | 6    |
| 6    | Theo Timmer          | Jamathi           |           | 5    |
| 7    | Jan Huberts          | Kreidler          |           | 4    |
| 8    | Harald Bartol        | Kreidler          |           | 3    |
| 9    | Robert Lavér         | Kreidler          | +1 Vuelta | 2    |
| 10   | Leif Rosell          | Jamathi           | +1 Vuelta | 1    |
| 11   | Pentti Salonen       | Puch              | +1 Vuelta |      |
| 12   | Jan-Inge Persson     | Kreidler          | +1 Vuelta |      |
| 13   | Pierre Metzger       | Derbi             | +1 Vuelta |      |
| 14   | Kenneth Götesson     | Kreidler          | +1 Vuelta |      |
| 15   | Jaakko Koskinen      | Puch              | +1 Vuelta |      |
| Ret  | Ove Skifjeld         | Kreidler          | Ret       |      |
| Ret  | Lars Persson         | Penningsson       | Ret       |      |
| Ret  | Herbert Rittberger   | Kreidler          | Ret       |      |
| Ret  | Hans-Jürgen Hummel   | Kreidler          | Ret       |      |
| Ret  | Henk van Kessel      | Van Veen-Kreidler | Ret       |      |
| Ret  | Jan Bruins           | Jamathi           | Ret       |      |
| Ret  | Matti Kinnunen       | Kreidler          | Ret       |      |
| Ret  | Günter Schirnhofer   | Kreidler          | Ret       |      |
| Ret  | Pierre Audry         | ABF               | Ret       |      |
| Ret  | Ingemar Bengtsson    | Derbi             | Ret       |      |